# Kluvistenen
Kluvistenen är en ö i Finland. Den ligger i sjön Öjasjön och i kommunerna Karleby och Kronoby och landskapet Mellersta Österbotten, i den centrala delen av landet, 400 km norr om huvudstaden Helsingfors. Öns area är 0,1 hektar och dess största längd är 60 meter i nord-sydlig riktning.